# 縱橫七海
縱橫七海是大宇資訊於1992年出品的動作角色扮演遊戲（平台是DOS）。

## 遊戲簡介
在一個名叫東邊牙的國家，主角割破布因無意間發現了一塊繪有藏寶圖的石板，他獻給國王後，國王竟命令他出海把剩下的八塊石板找齊進而尋找地圖中的寶物。
在遊戲中有船隻、特殊寶物、金錢、人員、貨物、彈藥、食物，一艘船隻有一定的載量，在遊戲中會依照人員與食物的比例關係隨時間的演進消耗其食物量，當沒有食物的時候遊戲也會跟著結束。主角要在整塊地圖上航行拜訪一個又一個的部落，並從酋長的口中問出寶物與石板的下落，可以用貨物換取他的歡心進而讓他說出，抑或是和這村落發生戰鬥，戰勝後酋長便會願意開口。

## 相關連結
- 青杉之友的攻略 （页面存档备份，存于）
- 遊戲基地的資料[]
- 遊戲基地的該遊戲討論區 （页面存档备份，存于）